# Fiat S 76
Der Fiat S 76 (später Fiat 300 PS Rekord) war ein Weltrekordfahrzeug des italienischen Automobilherstellers Fiat, das auch die Bezeichnung „das Biest von Turin“ trug. Mit ihm sollte der Geschwindigkeitsrekord des Blitzen-Benz gebrochen werden. Baujahr war 1911. Es wurden nur zwei Exemplare hergestellt.

## Rekordversuche
Im Jahre 1911 fuhr Pietro Bordino auf der Rennstrecke von Brooklands knapp 200 km/h. Im darauf folgenden Jahr 1912 erreichte der Franzose Arthur Duray im belgischen Ostende eine Höchstgeschwindigkeit von 225 km/h.

## Technische Daten
Der vorn eingebaute Vierzylindermotor des Typs S 76 hatte paarweise zusammengegossene Zylinder, 190 mm Bohrung, 250 mm Hub, 28.353 cm³ Hubraum, drei Zündkerzen pro Zylinder, vier Ventile pro Zylinder und eine obenliegende Nockenwelle (OHC). Er verfügte über eine Magnetzündung mit niedriger Spannung und Wasserkühlung. Die Leistung betrug 290 PS (213 kW) bei 1900 Umdrehungen pro Minute. Die Kraft wurde über ein Vierganggetriebe mit Rückwärtsgang und Ketten an die Hinterräder übertragen. Das Fahrwerk hatte vorn und hinten Starrachsen, vorn an halbelliptischen Blattfedern, hinten mit Blattfedern und Längslenkern. Die Fußbremse wirkte auf die Kraftübertragung, die Handbremse auf die Hinterräder. Die Lenkung arbeitete mit Schnecke und Schneckenradsektor.
Bei einem Radstand von 275 cm und einer Spurweite von 130 cm war das Fahrzeug 375 cm lang. Das Leergewicht betrug 1650 kg.